# 下斑植鰕虎
下斑植鰕虎（学名：Fusigobius inframaculatus）为辐鳍鱼纲虾虎鱼目鰕虎科植鰕虎屬下的一个种，该物种分布于印度洋-太平洋海域，栖息深度为2米至30米，体长可达4.6公分。